# Létavértes
Létavértes est une petite ville de Hongrie, dans le comté de Hajdú-Bihar. Elle compte 7 320 habitants.
Elle se situe à 24 km au sud-est de Debrecen. Elle provient de la fusion le 1er juillet 1970 des communes de Nagyléta et Vértes et a retrouvé le rang de ville le 1er juillet 1996.
Les plus anciennes traces écrites de l'existence de la ville datent du XIIIe siècle et des recherches archéologiques ont démontré que la région a été habitée dès le Néolithique.
Son abattoir, construit au-dessus de la rivière, est unique en Hongrie. Les granges des vignobles (Szőlőskert) sont des témoins remarquables de l'architecture populaire.
Au nord de la commune se trouve la réserve naturelle d' Egyhajúvirág. Le centre récréatif PIREMON y propose aux visiteurs des balades pédestres et équestres.
Dans le cadre de la modernisation des passages de la frontière hongro-roumaine, un point frontière entre Létavértes et Săcueni a été inauguré le 4 juillet 2004.
Létavértes est la ville natale de János Irinyi (17 mai 1817 – 17 décembre 1895), célèbre chimiste hongrois, inventeur de l'allumette moderne, qui participa avec son frère József à la révolution hongroise de 1848 contre les Habsbourg.

## Jumelage
- Săcueni (Roumanie)
- Écaussinnes (Belgique)